# 齋藤軍治
齋藤 軍治（さいとう ぐんじ、1945年3月 - ）は、日本の化学者。京都大学名誉教授。紫綬褒章受章。日本化学会賞等受賞。

## 人物・経歴
北海道小樽市生まれ。1967年北海道大学理学部卒業。1972年北海道大学大学院理学研究科化学専攻博士課程修了、理学博士。1973年エモリー大学博士研究員。1975年ゲルフ大学博士研究員。1977年テキサス大学ダラス校博士研究員。1979年岡崎国立共同研究機構分子科学研究所助手。1984年東京大学物性研究所助教授。1989年京都大学理学部化学科教授。1995年京都大学大学院理学研究科教授。1996年-2004年文部省（のち文部科学省）学術国際局科学官。1998年レンヌ第1大学客員教授。1999年東北大学大学国際科学研究センター教授（兼任）。2002年レンヌ第1大学客員教授。2002年-2007年21世紀COEプログラム京都大学化学連携研究教育拠点 「Kyoto University Alliance of Chemistry」リーダー。2003年レンヌ第1大学客員教授。2005年日本学術振興会国際事業委員。2005年-2007年レンヌ第1大学客員教授。2006年-2008年京都大学低温物質科学研究センター長。2006年名古屋大学物質科学国際研究センター客員教授。2007年科学技術振興機構プログラムオフィサー。2008年定年退職、京都大学名誉教授、名城大学総合研究所教授。2009年レンヌ第1大学客員教授。2012年名城大学農学部教授。2015年豊田理化学研究所客員フェロー。

## 受賞
- 1988年 井上学術賞[3]
- 1988年 仁科記念賞[3]
- 1991年 日本表面化学論文賞[3]
- 2004年 日本化学会賞[3]
- 2005年 日本化学会論文賞[3]
- 2008年 日本化学会論文賞[3]
- 2009年 紫綬褒章[3][4]
- 2017年 日本化学会論文賞[3]
- 2018年 瑞宝中綬章[3][5]